# Candice Daly
Candice Mia Daly (* 4. Januar 1963 in Los Angeles, Kalifornien; † 14. Dezember 2004 in Glendale, Kalifornien) war eine US-amerikanische Schauspielerin.

## Leben
Einer breiteren Öffentlichkeit wurde Daly in den 1980er Jahren sowie zu Beginn der 1990er bekannt, als sie in mehreren B-Movies und Genrefilmen diverse Auftritte hatte, unter anderem in Das Böse ist wieder da im Jahr 1988. Ihre wohl bekannteste Rolle verkörperte sie in der CBS-Serie Schatten der Leidenschaft als Veronica Landers. Ihr Engagement dort endete im August 1998. Im selben Jahr übernahm Daly auch ihre letzte große Filmrolle, in der deutschen Fernsehfilmproduktion Winnetous Rückkehr. Anschließend wurde es ruhig um sie.
Im Dezember 2004 wurde sie tot in einer heruntergekommenen Wohnung aufgefunden. Die Todesursache wurde von offizieller Seite als „unbekannt“ angegeben.

## Filmografie (Auswahl)
- 1984: Mode, Models und Intrigen (Cover Up, Fernsehserie, eine Folge)
- 1984: Mike Hammer (Mickey Spillane’s Mike Hammer, Fernsehserie, eine Folge)
- 1984: Hotel (Fernsehserie, eine Folge)
- 1985: Lipstick & Icecream (Girls Just Want to Have Fun)
- 1986: Hell Hunters
- 1988: GI Killer (Cop Game)
- 1989: Das Böse ist wieder da (After Death (Oltre la morte))
- 1991: Liquid Dreams
- 1993: Herz in der Finsternis (Heart of Darkness, Fernsehfilm)
- 1995: Different Minds – Feindliche Brüder (Steal Big Steal Little)
- 1996: In den Fängen des Wahnsinns (Where Truth Lies)
- 1997–1998: Schatten der Leidenschaft (The Young and the Restless, Fernsehserie, 41 Folgen)
- 1998: Winnetous Rückkehr (Fernsehfilm)